# Kecamatan Rajadesa
Kecamatan Rajadesa är ett distrikt i Indonesien.   Det ligger i provinsen Jawa Barat, i den västra delen av landet, 210 km sydost om huvudstaden Jakarta.